# Kaptol
Kaptol (lat. capitulum) naziv je za zbor kanonika u Katoličkoj Crkvi.
Razlikuje se stolni i zborni kaptol. Na čelu im se nalazi prepozit ili prepošt.
Kaptol koji se nalazi u biskupijskom sjedištu zove se katedrala ili stolni kaptol (capitulum cathedralis).
Kaptol koji se nalazi u nekom drugom mjestu u biskupiji nosi naziv kolegijalnog ili zbornog kaptola (capitulum collegiale, capitulum collegiatum), te svaki drugi kaptol koji okuplja svećenike nekog područja. 
Svaka biskupija obično ima stolni ili prvostolni kaptol, dok su ostali kaptoli vezani uz posebne povijesne okolnosti.